# Oldřich Rulc
Oldřich Rulc (Strašnice, 28 de març de 1911 - 4 d'abril de 1969) fou un futbolista txec de les dècades de 1930 i 1940.
Fou 17 cops internacional amb la selecció de Txecoslovàquia, amb la qual participà en el Mundial de 1938. Pel que fa a clubs, defensà els colors de l'Sparta Praga i SK Židenice.